# Манол Стателов
Манол Димов Стателов е български просветен деец.

## Биография
Той е роден през 1820 година в Лясковец. Учи в родния си град при Максим Райкович и в Свищов при Христаки Павлович, след което е учител в Елена (1838 – 1840) и Лясковец (1841 – 1842). Заедно с Никола Козлев организира изгарянето на гръцките богослужебни книги в местната църква. През 1843 година се установява в Казанлък, където под негово ръководство училището е превърнато в класно. Остава там до 1847 г. По-късно е учител в Трявна (от 1848) и Елена, а през последните години от живота си се връща в Лясковец. Временен дописник на в. „Право“ (1870 – 1871).
Манол Стателов умира през 1897 година.
Негов син е Йордан Стателов, български учител и просветен деец. Негов внук е архитектът Манол Стателов